# Жебріянська бухта
Жебріянська бухта — мілководна частина Чорного моря, розташована в північній частині Кілійської дельти Дунаю. Бухта утворена виступом вторинної Кілійської дельти і корінного берега Чорного моря. Характеризується високим ендемізмом — там зосереджено 95 % усієї флори Дунайського біосферного заповідника.

## Гідрографія
Бухта є мілководною — глибини плавно збільшуються від берегової лінії до 10—15 м на виході з бухти. 60 % її акваторії мають глибини до 5 метрів. Найменші площі займають глибини від 2 до 6 м, а площі з максимальними й мінімальними значеннями глибин займають й бухті найбільші площі. На 16,29 % території припадають глибини від 0 до 2 м. Саме в цьому інтервалі утворюються мілководдя, що формуються в осередках активного накопичення осадового матеріалу. 10,84 % території бухти має глибину 9—10 м і більше. Переважно це центральна частина Жебріянської бухти з її однорідними умовами мулонакопичення.
На формування рельєфу дна Жебріянської бухти впливають здебільшого екзогенні фактори: гідрогенні, гравітаційні й біогенні. У цій бухті до гідрогенних факторів можна віднести передусім течії, які визначаються стоком води через рукави. Постійні вітрові вихрові течії в бухті мають вигляд замкнутих кругообігів, вихорів із циркуляцією проти годинникової стрілки, з повторюваністю в середньому 70 %. Ці течії впливають також і на розподіл осадового матеріалу. Вони переносять наноси з Очаківського, Шабашу, Північного, Білгородського рукавів, через проріз підхідного до порту Усть-Дунайськ судноплавного каналу і головним чином — у кутову частину бухти, де осадкові матеріали акумулюються.
Гравітаційні процеси впливають на переміщення осадового матеріалу в бік ухилу поверхні дна бухти. Часто осадовий матеріал стікає в найглибшу частину бухти у вигляді суспензійних потоків.
Рельєфоутворююча роль живих організмів (біогенні фактори) дуже різноманітна. Наприклад, за рахунок стулок, скелетів та інших покривних елементів організмів відбувається накопичення мінерального біогенного осадового матеріалу, який зазвичай заповнює нерівності та призводить до вирівнювання рельєфу в бухті.

## Походження
Походження Жебріянської бухти пов'язують з розвитком Кілійської дельти Дунаю, оскільки вона утворена виступом вторинної Кілійської дельти і корінного берега. Утворення бухти почалось з утворення дельти на рубежі XVII—XVIII століть в результаті прориву піщаного «грінду». Грінду (піщані пасма) можуть позначати положення зовнішнього морського краю дельти на різних етапах її розвитку. Вони направлені на південний захід і південь від пересипу лиману Сасик (Кундук)  в сторону сучасного міста Вилкове. На рубежі XVIII—XIX століть основний стік Дунаю перемістився в Кілійський рукав, який почав швидко розгалужуватись, і Кілійська дельта активно почала розвиватись.
На перших етапах формування Кілійської дельти Жебріянської бухти не було, про що свідчать топографічні зйомки 1856 і 1871 років. Обриси Жебріянської бухти оформилися лише на початку 1880-х років після різкої активізації стоку Очаківського гирла. За станом на початок XXI ст. стік Дунаю в Жебріянську бухту здійснюється через два гирла — Білгородське й Північне, як правило, під час водопілля. Питома вага інших дунайських гирл є несуттєвою.

## Береги
Від південної дамби лиману Сасик і до затоки Бадик тягнуться широкі чисті пляжі, утворені піщаними пасмами. «На берегах Жебріянської бухти піщані пасма використовуються для рекреаційної діяльності, і разом з цим тут утворюються дуже широкі пляжі, високі кучугури, піщане дно».
При цьому кілька разів на рік може відбуватися поглиблення й обміління прибережної зони. Морський край протягом року на деяких ділянках зміщується більше ніж на 50 м. Коса Перебійна схильна до розмиву і зміщення в бік берега. У районі гирла рукава Північний берег складається переважно з черепашок, в нижніх шарах спостерігається подрібнена черепашка. Черепашка накидається морським прибоєм на мілководні ділянки затоки. Берег тут розмивається, про що свідчить велика кількість залишків травникових кореневищ на глибинах 40—60 см на відстані до 30 м від положення берегової лінії.

## Усть-Дунайський порт
У південній частині бухти розташовано Усть-Дунайський морський торговельний порт. Морський підхідний канал до порту по території Жебріянської бухти мав ширину 80—100 м, глибину — 8 м. Проєктна глибина гавані — 13 м. Згодом вона значно зменшилась.
Для забезпечення проходу ліхтерів на Дунай Жебріянська бухта була в 1979 з'єднана з гирлом Прорва штучним каналом довжиною 1,5 км із шириною суднового ходу 45 м і глибиною до 3,5 м.